# 33799 Міра
33799 Міра (33799 Myra) — астероїд головного поясу, відкритий 19 жовтня 1999 року.
Тіссеранів параметр щодо Юпітера — 3,350.